# 河内村 (福島県)
河内村（こうずむら）は福島県安積郡にかつて存在した村である。現在の郡山市逢瀬町河内地区。

## 地理
- 現在の郡山市の西部に位置する。

## 歴史

### 村域の変遷
- 1889年（明治22年）4月1日 - 町村制施行により、河内村・夏出村が合併し安積郡 河内村が発足。
- 1955年（昭和30年）4月23日 - 河内村は多田野村と合併し逢瀬村が発足。河内村は消滅。

変遷表
| 1868年 以前 | 1868年 以前 | 明治9年      | 明治12年 | 明治22年 4月1日 | 昭和30年 4月23日 | 昭和40年 5月1日 | 現在   |
| ----------- | ----------- | ------------ | -------- | --------------- | ---------------- | --------------- | ------ |
|             | 河内村      | 菱形村の一部 | 河内村   | 河内村          | 逢瀬村           | 郡山市          | 郡山市 |
|             | 夏出村      | 丸守村の一部 | 夏出村   | 河内村          | 逢瀬村           | 郡山市          | 郡山市 |

## 大字
- 河内（こうず）
- 夏出（なついで）

## 人口・世帯

### 人口
総数 [単位： 人]
| 1889年（明治22年） | 1,076 |
| 1920年（大正 9年） | 1,438 |
| 1947年（昭和22年） | 2,216 |

### 世帯
総数 [単位： 世帯]
| 1920年（大正 9年） | 241 |
| 1947年（昭和22年） | 355 |